# Tregnago
Tregnago es una localidad y comune italiana de la provincia de Verona, región de Véneto, con 4.866 habitantes.

## Evolución demográfica
| Gráfica de evolución demográfica de Tregnago entre 1861 y 2001 |
|                                                                |
| Fuente ISTAT - elaboración gráfica de Wikipedia                |